# Apollo Soucek
Apollo Soucek (* 1897 in Medford, Grant County (Oklahoma); † 9. Juli 1955) war Vizeadmiral der US Navy. Er war Testpilot in den Jahren 1929 und 1930, diente im Zweiten Weltkrieg und im Koreakrieg. Er beendete seine Karriere als Kommandeur des Bureau of Aeronautics.
Nach ihm benannt ist NAS Oceana, ein Fliegerhorst für Marineflieger der US Navy in Virginia Beach/Virginia.

## Frühe Karriere
Soucek trat 1918 der United States Navy bei und diente zunächst auf dem Schlachtschiff  USS Missouri im Range eines Midshipman. Am 3. Juni 1921 wurde er zum Fähnrich ernannt und auf die  USS Mississippi versetzt. Im Februar 1924 wurde Soucek zu Naval Air Station Pensacola kommandiert, um als Pilot ausgebildet zu werden. Er wurde dem ersten Flugzeugträger der Navy, der USS Langley zugeteilt. Im Januar 1925 wurde er auf die  USS Maryland versetzt zur Observation Squadron 1. Im Mai 1927 wurde er zur Naval Aircraft Factory in Philadelphia kommandiert, um anschließend im Bureau of Aeronautics zu dienen.
Mit der  Wright Apache erzielte Soucek eine Reihe von Höhenrekorden. Am 8. Mai 1929 setzte er den Welthöhenrekord mit  für landgestützte Flugzeuge mit 39.140 Fuß (11.930 m), und am 4. Juni erzielte er mit einer Apache den Weltrekord für seegestützte Flugzeuge mit 38.560 Fuß (11.750 m). 4. Juni verbesserte Soucek seinen Höhenrekord auf 43.166 Fuß (13.157 m).
Sei Grab befindet sich auf dem Friedhof von Arlington.